# Hematocrito

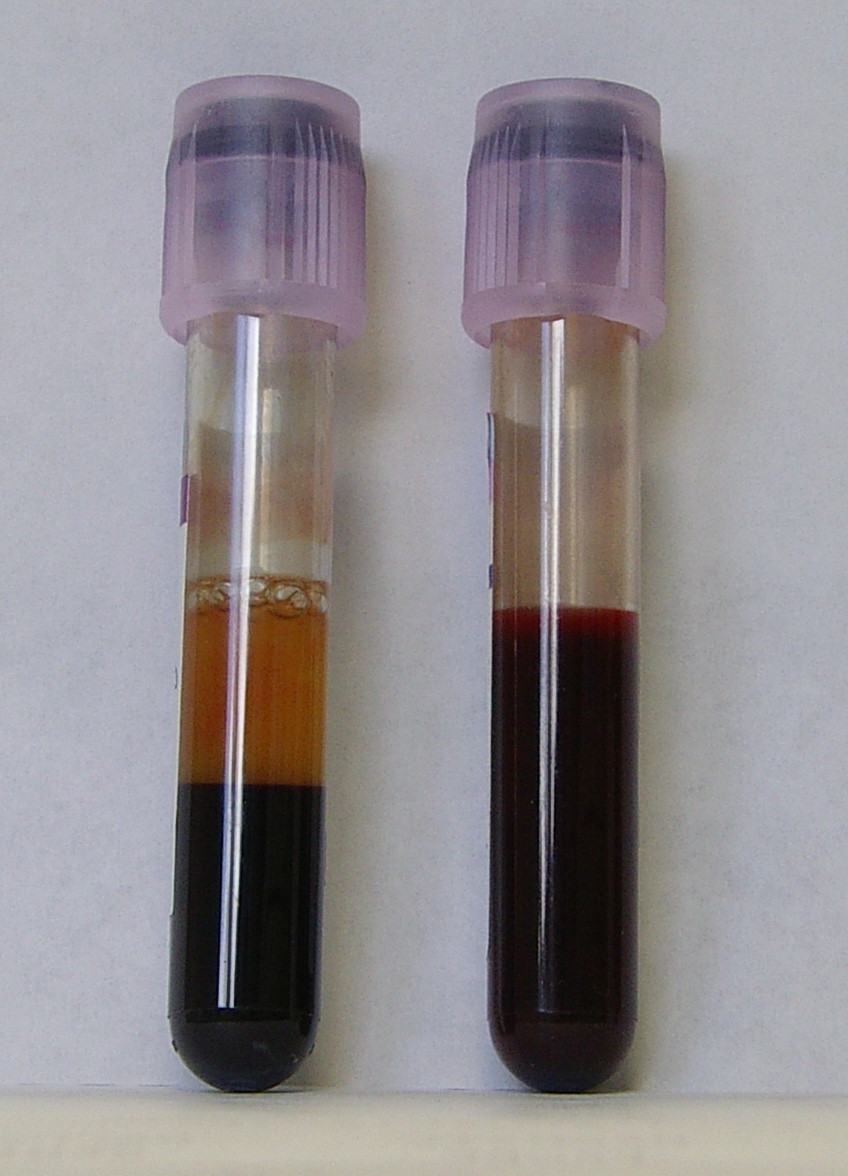
Muestras de sangre, derecha: recién extraídas; izquierda: tratadas con EDTA (anticoagulante).

El hematocrito es  el porcentaje que ocupa la fracción sólida de una muestra de sangre anticoagulada, al separarse de su fase líquida (plasma). Está determinado casi enteramente por el volumen que ocupan los glóbulos rojos (también llamados hematíes o eritrocitos).
Los valores medios varían entre el 41 y el 53 % en los hombres, y entre el 36 y el 46 % en las mujeres, debido a la mayor musculatura y por ende mayor necesidad de oxígeno en los hombres. Estas cifras pueden cambiar de acuerdo con diversos factores fisiológicos, como la edad y la condición física del sujeto; también la altitud, la postura y el tabaquismo. Es una parte integral del hemograma, junto con la medición de la hemoglobina, y el recuento de eritrocitos, leucocitos y plaquetas.

## Anormalidades
Anemia

Volumen normal de los componentes de la sangre.

Es la disminución del nivel de eritrocitos. Se puede relacionar con diferentes condiciones, como hemorragia o leucemia.
Hay numerosos factores que pueden contribuir a desarrollar una anemia, como la baja en la ingesta de hierro; o pacientes con enfermedad renal crónica, quienes no generan suficiente eritropoyetina para estimular la producción de glóbulos rojos en la médula ósea. Aun así, solo se utilizan los valores de Hb para detectar si el paciente es o no anémico.
Policitemia
Es el aumento del nivel de eritrocitos. Se puede asociar con la deshidratación o la hipoxia.
Patologías como la policitemia vera consisten en una desmedida producción de glóbulos rojos. En casos de enfermedad pulmonar obstructiva crónica, la hipoxia genera un aumento en la producción de eritropoyetina por el riñón, lo que puede resultar en un hematocrito alto.

## Métodos de medición
El hematocrito (PCV, Packed Cell Volume) se puede determinar por centrifugación de sangre heparinizada en un tubo capilar (también conocido como un tubo de microhematocrito) a 10 000 rpm durante cinco minutos. Esto separa la sangre en capas. El volumen de concentrado de glóbulos rojos, dividido por el volumen total de la muestra de sangre da el PCV. Debido a que se utiliza un tubo, esto puede ser calculado mediante la medición de las longitudes de las capas.
Con equipos de laboratorio modernos, el hematocrito se calcula por un analizador automático y no se mide directamente. Se determina multiplicando el recuento de glóbulos rojos por el volumen corpuscular medio. El hematocrito es un poco más preciso como el PCV incluye pequeñas cantidades de plasma de la sangre atrapada entre los glóbulos rojos. Se puede calcular fácilmente el hematocrito como el triple de la concentración de hemoglobina.
Se han dado casos en los que la sangre para la prueba se ha sacado de cerca de un vaso sanguíneo usado en este momento para transfundir concentrado de hematíes o u otro tipo de líquidos. En estas situaciones, la concentración de hemoglobina en la muestra de sangre no será el nivel real ya que la muestra está contaminada por los fluidos transfundidos. Es decir, que si se están suministrando glóbulos rojos, la muestra contendrá una gran cantidad de éstos y el hematocrito será artificialmente alto. Por el contrario, si se trata de una perfusión de otro tipo de fluidos, dicha muestra de sangre estará más diluida y el hematocrito derivado será entonces artificialmente bajo.[cita requerida]